# 胡克家
胡克家（1757年—1816年），字占蒙，號果亭。江西饒州府鄱陽縣人，清朝政治人物。乾隆四十五年（1780年）庚子恩科進士。

## 生平
刑部主事（乾隆五十年-乾隆五十六年）。
刑部員外郎（乾隆五十六年-乾隆五十八年）。
刑部郎中（乾隆五十八年-？）。
廣東鄉試正考官（乾隆五十九年）。
會試同考官（乾隆六十年）。
廣東惠潮嘉道（乾隆六十年-嘉慶八年）。
河南開歸陳許道（嘉慶八年-嘉慶九年）。
按察使銜（嘉慶九年）。
湖北按察使（嘉慶九年-嘉慶十一年）。
江蘇布政使（嘉慶十一年-嘉慶十四年）。
江蘇按察使(兼署)（嘉慶十四年-嘉慶？年）。
刑部右侍郎（嘉慶十四年）。
漕運總督（嘉慶十四年）。
江蘇淮安府知府（嘉慶十四年-嘉慶十六年）。
淮揚道（嘉慶十六年）。
江寧布政使（嘉慶十六年-嘉慶十七年）。
安徽巡撫（嘉慶十七年-嘉慶二十一年）。
江蘇巡撫（嘉慶二十一年-嘉慶二十二年）。